# Paratrizygia setifera
Paratrizygia setifera är en tvåvingeart som beskrevs av Freeman 1951. Paratrizygia setifera ingår i släktet Paratrizygia och familjen svampmyggor. Inga underarter finns listade i Catalogue of Life.